# Eric Gairy
Eric Gairy (ur. 18 lutego 1922, zm. 23 sierpnia 1997) – grenadzki polityk, szef ministrów kolonii Grenada, w latach 1954–1956, 1958–1960, 1961–1962, 1967–1974, pierwszy premier niepodległej Grenady w latach 1974–1979, założyciel Zjednoczonej Partii Pracy Grenady.

## Życiorys
Urodził się w 1922 roku. Pracował jako nauczyciel i działał w związkach zawodowych. W 1950 roku założył centrolewicową Zjednoczoną Partię Pracy Grenady. W latach 1957–1962 był pierwszym ministrem Federacji Indii Zachodnich. Kilkukrotnie sprawował funkcję szefa ministrów kolonii Grenady. Po uzyskaniu przez kraj niepodległości w 1974 roku został premierem. Swoje rządy oparł na prywatnej armii znanej jako „Mongoose Gang“. W 1976 roku sfałszował wybory co umożliwiło mu przedłużenie rządów. Od 1978 roku prowadził aresztowania pośród opozycjonistów. Jego rządy przerwał zamach stanu, który zorganizował opozycyjny Nowy Ruchu JEWEL w dniu 13 marca 1979 roku. Udał się na emigrację do Stanów Zjednoczonych. W 1984 roku powrócił do kraju, gdzie w 1997 roku zmarł.